# Sorgo rojo (novela)
Sorgo rojo (chino simplificado: 红高粱家族 ; chino tradicional: 红高粱家族 ; pinyin: Hóng gāoliang jiāzú, literalmente «El clan del sorgo rojo») es una novela histórica del escritor chino y Premio Nobel de Literatura Mo Yan, publicada originariamente en cinco partes entre 1985 y 1986, y como un libro unificado en 1988. El libro gira en torno a la extraña historia de un clan familiar de la región china de Gaomi.
En 1987 una adaptación cinematográfica del libro (más precisamente de las dos primeras partes) fue realizada por el cineasta Zhāng Yìmóu. La película Sorgo rojo participó en el Festival internacional de cine de Berlín de 1988 ganó el Oso de oro, lanzando la carrera del cineasta y de la protagonista femenina Gong Li.

## Trama
En la zona nordeste de Gaomi, un distrito rural de la provincia china del Shandong, el sorgo manda sobre la vida de campesinos y artesanos locales, el olor dulce e intenso del vino que es destilado en el período de la maduración, tan parecido aquel a la sangre, alcanza cada casa y fluye por el río Moshui. En medio de estas comunidades campesinas transcurre la historia de Yu Zhan'ao y de su singular familia, narrada por una sobrina gracias a los testimonios y a los recuerdos recogidos de los pocos sobrevivientes de una serie de episodios oscuros y violentos. Entre continuas analepsis (flashbacks) se despliega la historia de un chico huérfano de padre a quien la vida ha obligado a crecer deprisa, su encuentro fatal con la hermosa Dai Fengliang, obligada a un matrimonio infeliz con el hijo enfermo de un destilador local adinerado, y su lucha tenaz y desesperada contra el invasor japonés. Y cómo todo esto ha llevado a Yu Zhan'ao a convertirse en un héroe, un arriesgado y valiente guerrero, siempre luchando contra todo y contra todos.
La historia presenta diferentes momentos en que se deberá enfrentar a los peligros que constituyen la autoridad, bajo la apariencia del astuto líder de distrito Cao Mengjiu, también luchar contra la crueldad de invasores implacables venidos de un país lejano que traen la violencia y la opresión, y hacer malabares en medio de alianzas no menos insidiosas con combatientes comunistas y nacionalistas, entablados en una lucha perpetua tanto entre ellos como en contra del invasor común.
Entre historias de amor y muertes violentas, rituales de magia y espíritus vengativos, incluyendo bandas de perros feroces y hombres reducidos a una vida a menudo miserable y desesperada, la historia prosigue hasta la época actual, cuando el sorgo tuvo que dar paso a los cultivos híbridos, signo de una vida contaminada, que se aleja no solo de las miserias sino también de la grandeza de un pasado convertido en mito, ahora solo recuerdos de los hombres más viejos.

## Estructura
La novela consta de cinco volúmenes que se serializaron por primera vez en varias revistas en 1986. El primer volumen se publicó en el Número de abril de 1986 de Shiyue (revista «Octubre»); el segundo en la edición de julio de 1986 de PLA Arts, el tercero en la edición de agosto de 1986 de Beijing Wenxue y el cuarto en la edición de noviembre-diciembre de la revista Kunlun. Fueron estas serializaciones antes de la publicación de la novela completa en 1987 las que leyó el director Zhang Yimou, quien inmediatamente le propuso a Mo Yan convertir la novela en una película. El año siguiente se publicó la novela, y casi simultáneamente, la película en lengua china Sorgo rojo de 1987 que ganó el Oso de Oro en el Festival de Cine de Berlín.
Mo Yan emplea un estilo escueto en la novela que se caracteriza por la brevedad y la narración no cronológica escrita en primera persona. La obra contiene elementos del cuento popular que se mezclan con el mito y la superstición, colocándolo en el género del realismo mágico.
Como la cosecha principal del municipio de Gaomi, al noreste de la provincia de Shandong (ciudad natal del autor), el sorgo rojo (Sorghum bicolor) enmarca la narración como un símbolo de indiferencia y vitalidad. En medio de décadas de derramamiento de sangre y muerte, crece firme para proporcionar alimento, refugio, vino y vida.